# براينت أندرسون
براينت أندرسون (بالإنجليزية: Bryant Anderson)‏ هو مصارع محترف أمريكي، ولد في 6 نوفمبر 1970 في منيابولس في الولايات المتحدة.

## روابط خارجية
- براينت أندرسون على موقع CageMatch worker (الإنجليزية)